# Pasiphila palaearctica
Pasiphila palaearctica is een vlinder uit de familie spanners (Geometridae). De wetenschappelijke naam van deze soort is voor het eerst geldig gepubliceerd in 1938 door Brandt.
De soort komt voor in tropisch Afrika.